# Убивство Аскольда й Діра
Уби́вство Аско́льда й Ді́ра — літописна подія 882 року в Києві, внаслідок якої князь Олег захопив владу в місті.
Наведена дата традиційна, але її вважають за непевну, бо літописну легенду про те, як Олег захопив Київ, записано через півтора-два століття по тому. Оповідь видається за суперечливу та наївну, має такий сюжет: Олег та малий Ігор на чолі великого війська вирушили з Новгорода, непоміченими оминули сам Київ і підійшли до Угорського урочища. Тут Олег сховав воїнів у ладдях і, видаючи себе за купця, запросив Аскольда й Діра на зустріч. Коли простодушні київські князі без охорони спустилися до Дніпра, на них напали воїни, які вискочили з укриття. Перш як віддати наказ про вбивство, Олег «довів» Аскольдові й Дірові свої права на престол, промовивши своїм жертвам:
«Ви оба не є ні князі, ні роду княжого. А я єсть роду княжого. — І тут винесли Ігоря. — А се — син Рюриків».
Після цього без опору з боку киян Олег сів у Києві, проголосивши його за «матір міст руських» (літописець устами князя назвав Київ «матір'ю», а не «батьком», тому що «матір міст» — це дослівний переклад грецького слова «метрополія», тобто «столиця»).
За літописною оповіддю стоїть справжня подія — насильницький перехід влади в Києві до нової династії — Рюриковичів. Що ж до конкретних «наївних» деталей, то з певних джерел відомі схожі випадки зі здобуттям вікінгами міст у Західній Європі.